# Station La Norville - Saint-Germain-lès-Arpajon
La Norville - Saint-Germain-lès-Arpajon is een station aan lijn C van het RER-netwerk gelegen in de Franse gemeente La Norville in het departement Essonne.